# Радошиці (гміна)
Гміна Радошиці (пол. Gmina Radoszyce) — місько-сільська гміна у східній Польщі. Належить до Конецького повіту Свентокшиського воєводства.
Станом на 31 грудня 2011 у гміні проживало 9229 осіб.

## Територія
Згідно з даними за 2007 рік площа гміни становила 146.71 км², у тому числі:
- орні землі: 57.00%
- ліси: 38.00%

Таким чином, площа гміни становить 12.87% площі повіту.

## Населення
Станом на 31 грудня 2011:
| Опис     | Загалом | Загалом | Чоловіки | Чоловіки | Жінки | Жінки |
| -------- | ------- | ------- | -------- | -------- | ----- | ----- |
| одиниця  | осіб    | %       | осіб     | %        | осіб  | %     |
| все      | 9229    | 100     | 4670     | 50.60    | 4559  | 49.40 |
| міське   | 0       | 100     | 0        |          | 0     |       |
| сільське | 9229    | 100     | 4670     | 50.60    | 4559  | 49.40 |

## Сусідні гміни
Гміна Радошице межує з такими гмінами: Конське, Лопушно, Мнюв, Руда-Маленецька.